# Loch Urigill
Loch Urigill är en sjö i Storbritannien.   Den ligger i kommunen Highland och riksdelen Skottland, i den norra delen av landet, 800 km norr om huvudstaden London. Loch Urigill ligger 160 meter över havet.  Trakten runt Loch Urigill består i huvudsak av gräsmarker.